# Río Rima
El río Rima es un río en la parte norte de Nigeria. En su punto más septentrional se le une el río Goulbi de Maradi . Corre hacia el suroeste y se une al río Sokoto cerca de Sokoto, luego continúa hacia el sur hasta el río Níger. El Rima superior es un río estacional y fluye solo durante la temporada de lluvias. [cita requerida]   El proyecto de pólder de Zauro, un importante plan de irrigación, ha sido planificado durante muchos años. Regaría 10 572 ha de tierras de cultivo en la llanura aluvial de Rima entre Argungu y Birnin Kebbi.